# 松原美代子
松原 美代子（まつばら みよこ、1932年〈昭和7年〉8月31日 - 2018年〈平成30年〉2月10日）は、日本の反核運動家。広島県広島市出身。広島市への原子爆弾投下の被爆者の1人。被爆体験の証言者の先駆けの1人、日本国外での証言に力を注いだ被爆者の草分けともいわれる。

## 経歴
1945年（昭和20年）8月6日、広島女子商業学校（後の広島翔洋高等学校）1年生（12歳）のとき、広島原爆により爆心地から東南1.5キロメートルの鶴見町で被爆。顔や手足を負傷したことで、戦後も被爆者や障害者に対する差別を受け、就職も結婚もできない日々を送った。
20歳のとき、作家の真杉静枝の主催する募金で援助を受け、入院。計10回以上にわたる整形手術を受けた。その後、戦争未亡人や被爆女性の勤める盲児施設に保母として勤めた。
1962年（昭和37年）、アメリカでの核実験に際し、アメリカの平和運動家であるバーバラ・レイノルズが世界平和巡礼を企画した際、「原爆乙女の会」の推薦でメンバーに選ばれ、バーバラやほかの応募者たちと共に半年近くにわたってアメリカ各地を回った。1964年（昭和39年）にもアメリカに渡った。しかし、この2度目の渡米中に父が死去、兄夫婦も急死。遺された3人の子供を未婚の身で引き取り、家の大黒柱として働く立場となった。1967年（昭和42年）、広島平和文化センター開設後、非常勤嘱託として勤務。1976年（昭和51年）に同センターが独立法人化された後、正式職員となった。
第2回国連軍縮特別総会が開催された1982年（昭和57年）には、原爆の絵運動によって広島市民から集められた原爆の絵をアメリカで展示することを企画。バーバラ・レイノルズらとともにアメリカ各地を回り、アメリカ16州の29都市とカナダの1都市で68回にわたって開催された「市民が描いた原爆の絵」展で、のべ11万人を超える人々に核廃絶を訴えた。この時の様子はNHKで昭和57年と令和5年に放送された。
1993年（平成5年）3月31日、広島平和文化センターを定年退職。その後も毎年2回程度、日本国外で被爆体験を語り続けた。1996年（平成8年）4月、大学生・教師ら若い世代を中心とした平和学習グループ「ヒロシマの心を伝える会」を作り、広島を訪れる国内外の教育者や学生に対しての被爆体験談、広島平和公園内の碑巡り案内などを日本語・英語で行った。
2004年（平成16年）に交通事故で骨折、2006年（平成18年）には脳梗塞に倒れ、日本国外に回ることはできなくなった。広島平和文化センター退職以来、回った国は欧米やアジアなど11か国、期間は計506日間、回数は413回、証言相手は約35,800人に昇る。2010年（平成22年）には自分も含む被爆者の高齢化への対応として、インターネットを利用した体験証言活動に乗り出した。
2018年（平成30年）2月10日に死去。85歳没。
著書に、1982年のアメリカ巡業当時のことを綴った『原爆の絵 アメリカを行く』がある。